# Eugene Shoemaker
Eugene Merle Shoemaker  (o Gene Shoemaker) (28 d'abril de 1928 - 18 de juliol de 1997) era un dels fundadors del camp de les ciències planetàries i és el més conegut dels descobridors del Cometa Shoemaker-Levy 9 junt amb la seva esposa Carolyn Shoemaker i l'astrònom David Levy.
Per al seu doctorat en físiques en la Universitat de Princeton el Dr. Shoemaker va demostrar que el cràter Meteor el va produir l'impacte d'un meteor. Shoemaker ha avançat la idea que els canvis geològics sobtats poden deure's als asteroides i que aquests són fenòmens comuns en els períodes geològics. Prèviament, es creia que tots els cràters, inclús en la Lluna, eren el romanents de volcans extints.
Shoemaker va pensar açò després d'inspeccionar els cràters creats per les proves de la bomba atòmica en Nevada Test Site i Iuca Flats. Va trobar un anell de material tirat; en ambdós casos incloïa (coesita), és a dir quars sotmès a una intensa pressió.
El Dr. Shoemaker va obrir el camp de la astrogeologia fundant el Programa d'Investigació Astrogeològica del Servei de Geologia Americà (USGS) el 1961. Ell va ser el seu primer director. Estava clarament involucrat en el programa Ranger de missions a la Lluna que va mostrar que la Lluna estava plena de cràters d'impacte de totes les grandàries. El Dr. Shoemaker també participava en l'entrenament dels astronautes americans. Va ser designat com el primer científic a caminar per la Lluna però no va poder al detectar-se-li un trastorn del seva glàndula suprarenal.
El 1969 al Caltech va començar una busca sistemàtica d'asteroides que creuen l'òrbita de la Terra. Es va produir el descobriment de diverses famílies d'eixos asteroides inclosos els asteroides Apol·lo.
El 1992, el Dr. Shoemaker va rebre la Medalla Nacional de Ciència. El 1993, va descobrir el Cometa Shoemaker-Levy 9 junt a la seva esposa i David Levy, cometa que va ser el primer impacte observat d'un cometa amb un planeta.
El Dr. Shoemaker va morir en un accident d'automòbil a Alice Springs, Austràlia el 1997. Algunes de les seves cendres van ser portades a la Lluna per la sonda espacial Lunar Prospector.
 El Pati de Shoemaker  és una àrea de pedra que simula la zona de Mart on va aterrar la nau  Opportunity  i informalment anomenada així en el seu honor. L'asteroide, 2074 Shoemaker, porta el seu nom en el seu honor. Ell i la seva esposa van rebre la Medalla James Craig Watson el 1998.